# Grangwav (kommun)
Grangwav (franska: Grand Goâve) är en kommun i Haiti.   Den ligger i departementet Ouest, i den södra delen av landet, 50 km väster om huvudstaden Port-au-Prince.